# نرخ مرگ‌ومیر

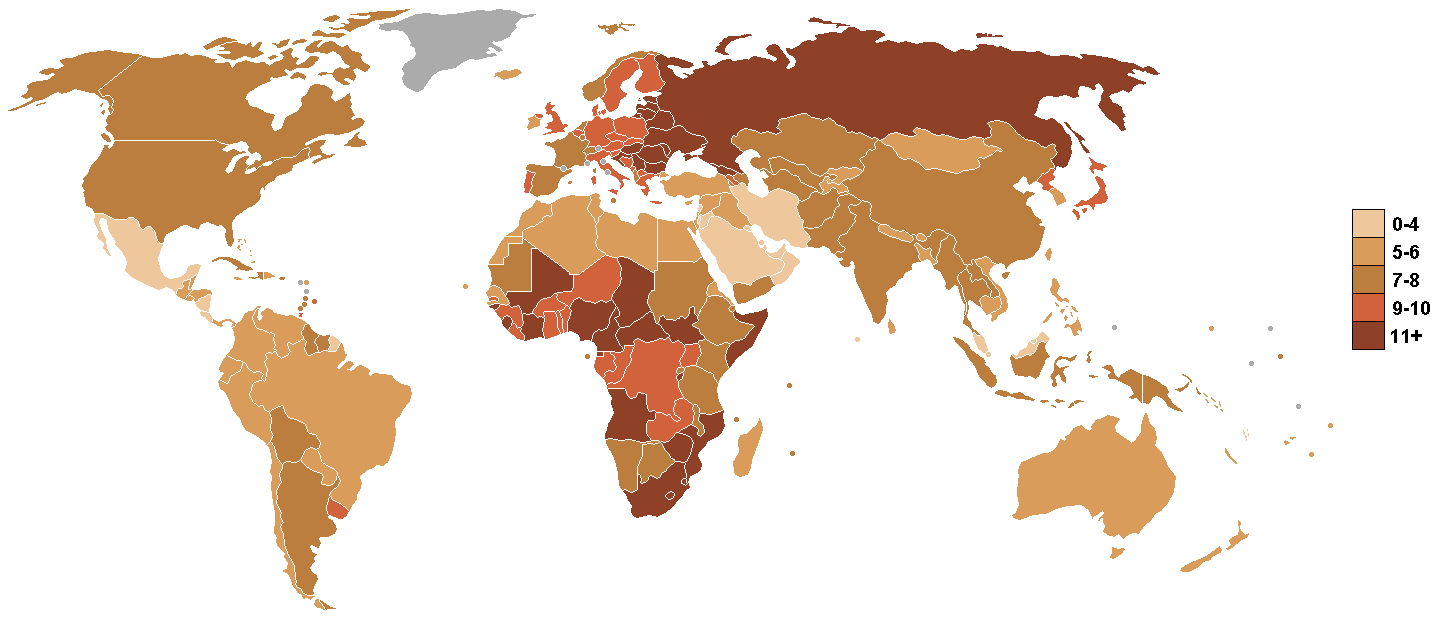
نرخ مرگ‌ومیر تقریبی بر پایه کشور

نرخ مرگ‌ومیر، یا میزان مرگ‌ومیر واحدی برای اندازه‌گیری تعداد مرگ‌ومیر (به‌طور کلی، یا به دلیل یک علت خاص) تقسیم بر کل جمعیت در واحد زمان است. نرخ مرگ‌ومیر به‌طور معمول بر اساس تعداد مرگ در هر ۱۰۰۰ نفر در هر سال بیان می‌گردد.